# 拉伊特
拉伊特（法語：Lahitte，法語發音：[la.it]）是法国热尔省的一个市镇，属于欧什区。

## 地理
拉伊特（43°39'37"N, 0°40'49"E）面积5.03 平方千米，位于法国奧克西塔尼大區热尔省，该省份为法国西南部内陆省份，北起顺时针与洛特-加龙省、塔恩-加龙省、上加龙省、上比利牛斯省、大西洋比利牛斯省和朗德省接壤。
与拉伊特接壤的市镇（或旧市镇、城区）包括：勒布兰、马尔桑、蒙泰居。

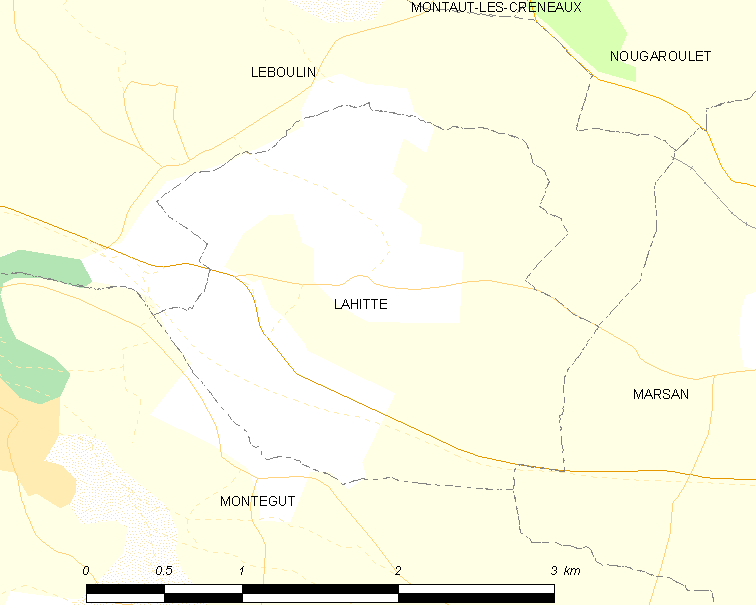
拉伊特的OSM定位图

拉伊特的时区为UTC+01:00、UTC+02:00（夏令时）。

## 行政
拉伊特的邮政编码为32810，INSEE市镇编码为32183。

## 政治
拉伊特所属的省级选区为欧什第二县。

## 人口

1962-2008年间拉伊特人口变化图示

拉伊特于2022年1月1日时的人口数量为233人。